# Venus från Urbino
Venus från Urbino är en oljemålning utförd av den italienske målaren Tizian år 1538. Den är utställd på Uffizierna i Florens.

## Beskrivning
Målningen föreställer en naken kvinna som vilar på en säng eller en soffa. Målningen är känd under namnet Venus från Urbino, men kvinnan saknar gudinnans alla attribut. Tizian lät sig influeras av Giorgiones Slumrande Venus från 1510, men i Tizians målning är kvinnan vaken och inbjuder sin älskare. Det gröna draperiet avskiljer rumsinteriören i två delar: förgrundsscenen med den nakna kvinnan och bakgrundsscenen med de två tjänarinnorna. En av dessa tjänarinnor blickar ner i en cassone, en kista i vilken brudar förvarade sin hemgift. Enligt en tolkning utgör målningen en allegori över den äktenskapliga kärleken, men beställaren, Guidobaldo II della Rovere, hertig av Urbino, benämnde den endast ”la donna nuda” (”den nakna kvinnan”). Hertigen skänkte målningen åt sin mycket unga brud, Giulia Varano; målningen skulle för henne utgöra en förebild i erotik, trohet och moderskap.
I sin högra hand håller kvinnan en liten bukett med rosor, medan hennes vänstra hand vilar över hennes kön. Vid hennes fötter ligger en hund, som ofta utgör en symbol för trohet.
I färgkompositionen laborerar Tizian med bland annat ett grönt draperi och den nakna kvinnans varma karnation, bäddens lysande vita skrynkliga lakan och veckens skuggor, den knäböjande tjänarinnans vita klänning och den andra tjänarinnans röda klänning.
Den avporträtterade kvinnan har även varit modell för målningarna Ung kvinna med päls och La Bella.
Tizians Venus från Urbino har inspirerat en rad målningar, bland andra Francisco de Goyas Den nakna maja (1792) och Édouard Manets Olympia (1863).

## Bilder
| - Giorgiones Slumrande Venus från 1510. - Tizians Porträtt av Giulia Varano från 1545. - Francisco Goyas Den nakna maja från 1792. - Édouard Manets Olympia från 1863. |